# Kungsbacka IF
Kungsbacka IF är en fotbollsförening i Kungsbacka kommun. Klubben bildades 2005 efter en sammanslagning av Kungsbacka BI och Hanhals BK. Vid det historiska årsmötet hösten 2005 beslöt medlemmarna att man skulle anta det vilande namnet Kungsbacka IF.
Lagets dräkt består av blå/vit tröja, blå byxa och vita strumpor. Alternativt helt vitt.
Hemmaplan är Tingbergsvallen och Kungsbacka sportcenter Inlag.
Representationslaget för herrar spelade 2022 i division 4.

## Äldre historia

### Gamla Kungsbacka IF
Gamla Kungsbacka IF bildades redan i februari 1900, man var sedan med och startade Göteborgs Fotbollsförbund 1905 tillsammans med bland annat Örgryte IS, Gais och Göteborgs FF. Det blev en kort vistelse i den norra förorten till Kungsbacka för redan 1907 var man en av de drivande krafterna i bildandet av Hallands Fotbollsförbund. Föreningen stod i skuggan av IFK Kungsbacka men noterade en säsong i gamla division III, säsongen 1967. KIF upplöstes 1967 när föreningen sammanslogs med IFK i Kungsbacka BI.

### IFK Kungsbacka
IFK Kungsbacka bildades 1931 och var stadens främsta förening med nio säsonger i gamla division III. IFK upplöstes 1967 när föreningen sammanslogs med (gamla) Kungsbacka IF i Kungsbacka BI.

### Kungsbacka BI
Kungsbacka BI, eller KBI, bildades genom sammanslagning av ovanstående två föreningar. KBI kom att bli stadens mest framgångsrika förening med 20,5 säsong i tredje högsta serienivån. KBI upplöstes 2005 genom sammanslagning med Hanhals BK i (nya) Kungsbacka IF.

### Hanhals BK
Hanhals BK bildades 1949. HBK nådde som bäst femtedivisionen. Föreningen upplöstes 2005 genom sammanslagning med Kungsbacka BI i (nya) Kungsbacka IF.